# Селиваново (Великоустюгский район)
Селиваново — деревня в Великоустюгском районе Вологодской области.
Входит в состав Усть-Алексеевского сельского поселения, с точки зрения административно-территориального деления — в Усть-Алексеевский сельсовет.
Расстояние по автодороге до районного центра Великого Устюга — 60 км, до центра муниципального образования Усть-Алексеево — 8 км. Ближайшие населённые пункты — Пожарово, Юшково, Антоново.
По переписи 2002 года население — 7 человек.